# Mio figlio è tornato
Mio figlio è tornato (Reunion) è un film per la televisione del 1994, diretto da Lee Grant e interpretato da Marlo Thomas e Peter Strauss. Trae ispirazione da un racconto omonimo della scrittrice statunitense Linda Gray Sexton.

## Trama
Una coppia della Nuova Inghilterra viene sconvolta dalla morte prematura dell'unico figlio maschio, soffocato nel sonno dalla corda di un cavallo giocattolo. La madre, che aveva aiutato il figlio appena nato a superare difficoltà respiratorie, cade in depressione. La sofferenza è così forte da farle immaginare, a momenti, di incontrare il fantasma del figlio e di parlare con lui. Dopo qualche giorno accetterà la situazione, uscirà dalla crisi depressiva e dalle conseguenti allucinazioni, e ricomincerà a condurre una vita tranquilla col marito e le due figlie superstiti.